# Mikke Leinonen
Mikke Leinonen, né le 14 janvier 1992 à Lahti, est un skieur finlandais spécialiste du combiné nordique, licencié au Lahden Hiihtoseura.
Il a notamment participé aux Jeux olympiques de Sotchi en 2014 ainsi qu'aux championnats du monde en 2013.

## Biographie
Il débute en Coupe du monde en mars 2011 à Lahti. Son meilleur résultat date de janvier 2014 avec une 14e place à Tchaikovski.

## Résultats

### Jeux olympiques d'hiver
| Épreuve / Édition | Sotchi 2014 |
| Gundersen PT      | 40e         |
| Gundersen GT      | 42e         |
| Par équipes       | -           |

### Championnats du monde
| Épreuve / Édition             | Épreuve / Édition             | Val di Fiemme 2013 |
| ----------------------------- | ----------------------------- | ------------------ |
| Gundersen                     | PT                            | 34e                |
| Gundersen                     | GT                            | 36e                |
| Par équipes en petit tremplin | Par équipes en petit tremplin | 8e                 |

### Coupe du monde

#### Différents classements en coupe du monde
| Année     | Classement général final |
| 2013-2014 | 57e                      |
| 2015-2016 | 59e                      |

### Coupe continentale
Il est monté une fois sur un podium individuel en 2012 à Erzurum.